# Alfabet vatteluttu
L'alfabet vatteluttu, també escrit Vattezhutthu (literalment "escriptura arrodonida", (tàmil: வட்டெழுத்து, vaṭṭeḻuttu; malaiàlam: വട്ടെഴുത്ത് vaṭṭeḻuttŭ) era un sistema d'escriptura abugida de la família bràmica del sud de l'Índia i d'Sri Lanka, evolucionat a partir de l'escriptura Tàmil Brahmi. Es caracteritza per les lletres arrodonides i l'aspecte cursiu. Les formes més primerenques d'aquest alfabet es poden documentar en inscripcions de pedra monumentals del segle iv aC. L'alfabet s'havia desenvolupat plenament i se n'havia estès l'ús per escriure la llengua tàmil cap al segle vi. Al voltant dels segles vii i viii, sota els governants de Pallava, va ser substituït per una escriptura tàmil més desenvolupada i distintiva que avui es coneix com a Tamil Nadu. L'alfabet vatteluttu es va continuar utilitzant a la regió que actualment és Kerala fins al segle xiv, i amb el pas del temps va contribuir a l'evolució de l'alfabet grantha al modern alfabet malaiàlam.
En el segle xix, el lingüista Arthur Coke Burnell, basant-se en dues inscripcions en alfabet vatteluttu, va proposar que aquest alfabet no s'hauria originat a partir del Tamil Brahmi, i possiblement devia ser manllevat pels tàmils d'una altra terra estrangera. Després de la descoberta de nombroses inscripcions i manuscrits a Kerala i Tamil Nadu, estudiosos com Iravatham Mahadevan van refutar la hipòtesi de Burnell i van demostrar com el vatteluttu va sorgir i va evolucionar a partir de Tàmil Brahmi.
L'alfabet vatteluttu es llegeix d'esquerra a dreta, com gairebé tots els alfabets bràmics. De manera semblant a l'alfabet tàmil, el vatteluttu no disposa de virama, el diacrític que indica l'absència de vocal inherent en una consonant. El vatteluttu va gaudir d'una època especialment esplendorosa durant la dinastia Txera de Kodungallur (en el segle IX) i els seus successors a Kerala, ja que les cèdules de concessions gravades en plaques de coure, les inscripcions de pedra i els epígrafs en monuments s'escrivien majoritàriament en vatteluttu. Passada la dinastia Txera de Kodungallur (segle xii), el Vatteluttu va continuar evolucionant i es va convertir gradualment en Kolezhuthu a Kerala, segons Burnell. Alguns dels drets històrics d'immigració i concessions de terra a cristians sirians i comerciants jueus de reis hindús de la dinastia Txera van ser escrits en alfabet vatteluttu en plaques de coure.
També es té constància de l'ús del vatteluttu en inscripcions rupestres del nord-est d'Sri Lanka, com per exemple a la zona propera a Trincomalee, entre els segles V i VIII dC.

## Exemples

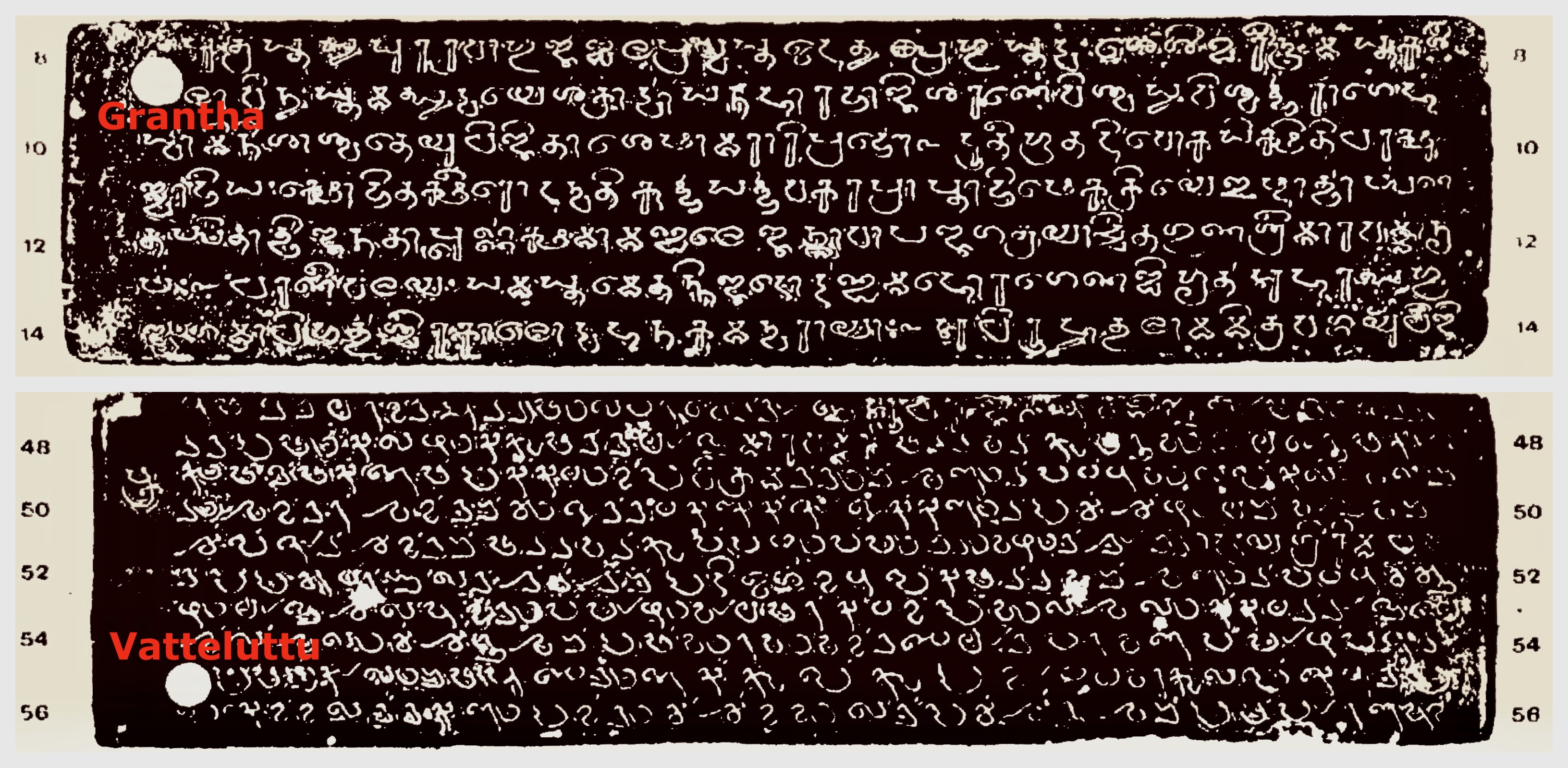
Cèdula Velvikudi del escrita amb alfabet grantha i Vatteluttu, sànscrit i tàmil respectivament.

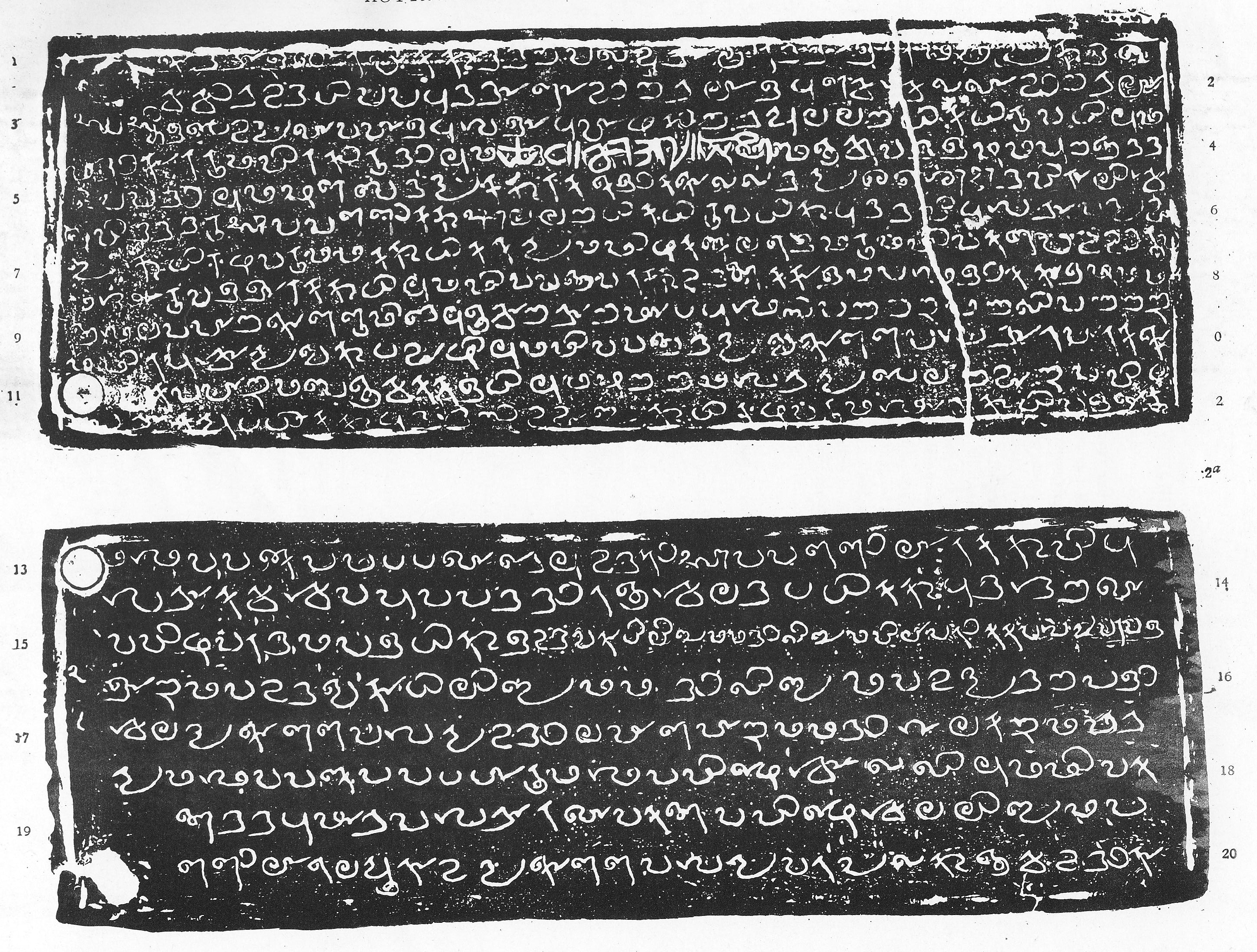
Inscripció de placa de coure Tharisapalli (c. 849 CE) que atorga terres per a una església en alfabet vatteluttu

La imatge següent mostra l'evolució divergent de l'alfabet tàmil i de l'alfabet vatteluttu. El vatteluttu es mostra a l'esquerra i el tàmil a la dreta.

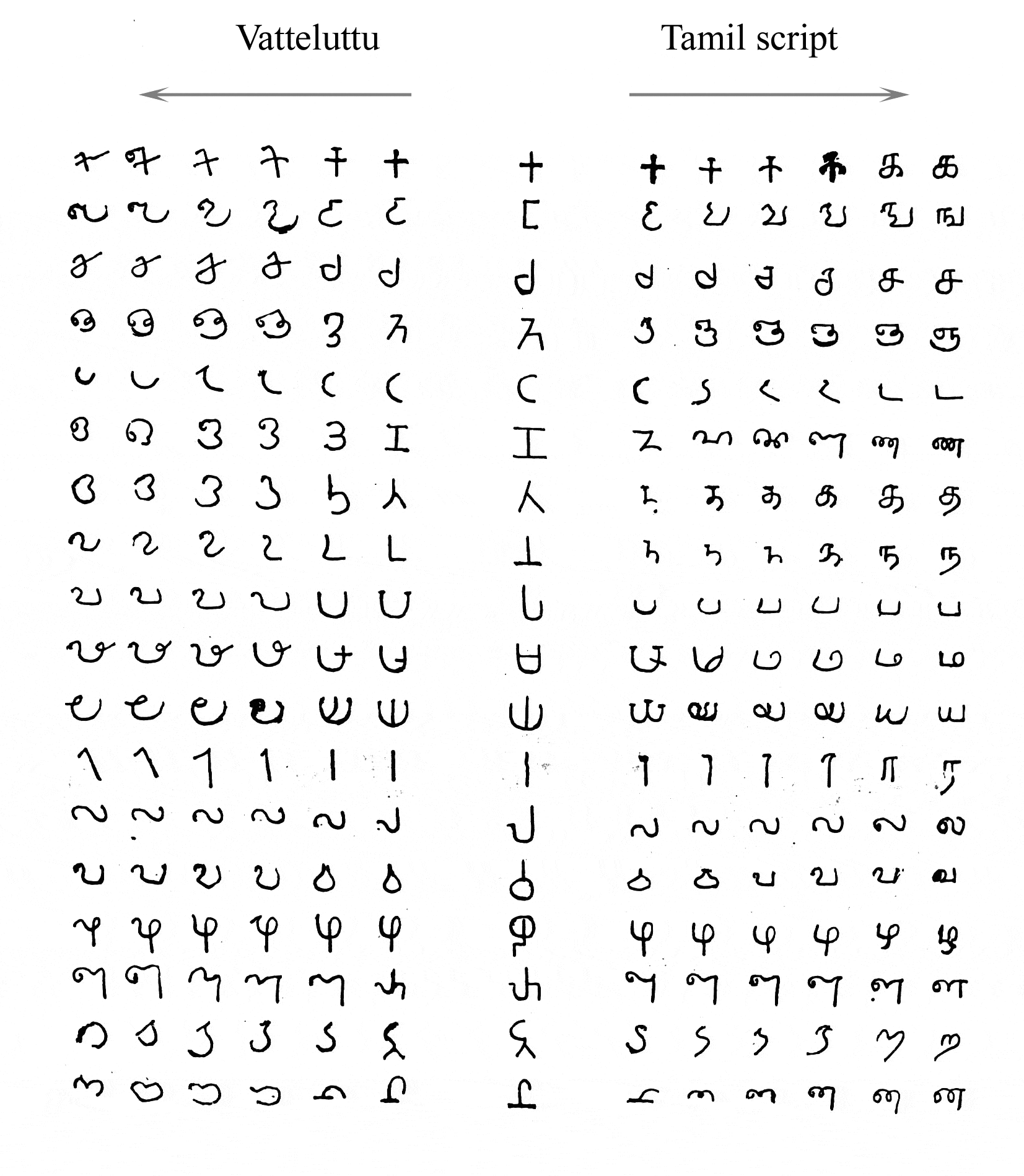
Evolució divergent de l'alfabet tamil i de l'alfabet vatteluttu. (Les formes més araciques són més a prop del centre i les més tardanes cap els extrems). La columna central és el Tàmil Brahmi, el vatteluttu a l'esquerra i el tàmil a la dreta.

Aquestes són les lletres de l'alfabet vatteluttu: 

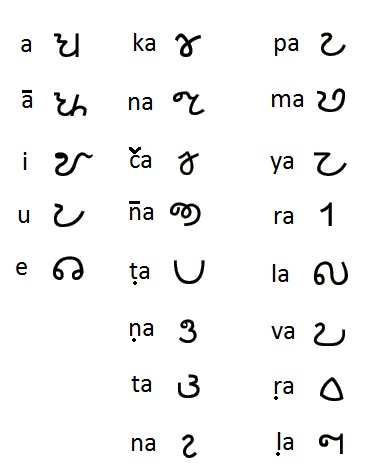
Mostra d'alfabet vatteluttu